# Solomon W. Downs
Solomon W. Downs (Montgomery megye, 1801 – Lincoln megye, 1854. augusztus 14.) az Amerikai Egyesült Államok szenátora (Louisiana, 1847–1853).